# Заріччя (Вижницький район)
Заріччя — село в Україні, у Берегометській селищній громаді Вижницького району Чернівецької області. Населення становить 720 осіб.

## Історія
З 24 серпня 1991 року село входить до складу незалежної України.
У 2020 році шляхом об'єднання сільських рад, село увійшло до складу Берегометської селищної громади.

## Населення
Згідно з переписом УРСР 1989 року чисельність наявного населення села становила 686 осіб, з яких 312 чоловіків та 374 жінки.
За переписом населення України 2001 року в селі мешкало 720 осіб.
Мова
Розподіл населення за рідною мовою за даними перепису 2001 року:
| Мова       | Кількість | Відсоток |
| ---------- | --------- | -------- |
| українська | 716       | 99.44%   |
| російська  | 4         | 0.56%    |
| Усього     | 720       | 100%     |